# Ta' Dbiegi
Le Ta' Dbiegi est le point culminant de l'île de Gozo, dans l'archipel de Malte. Il s'élève à 190 mètres d'altitude.

## Géographie
Le Ta' Dbiegi est situé sur la partie occidentale de l'île de Gozo, près du village de Kerċem, dans la localité de Ta' Kerċem.

## Tourisme

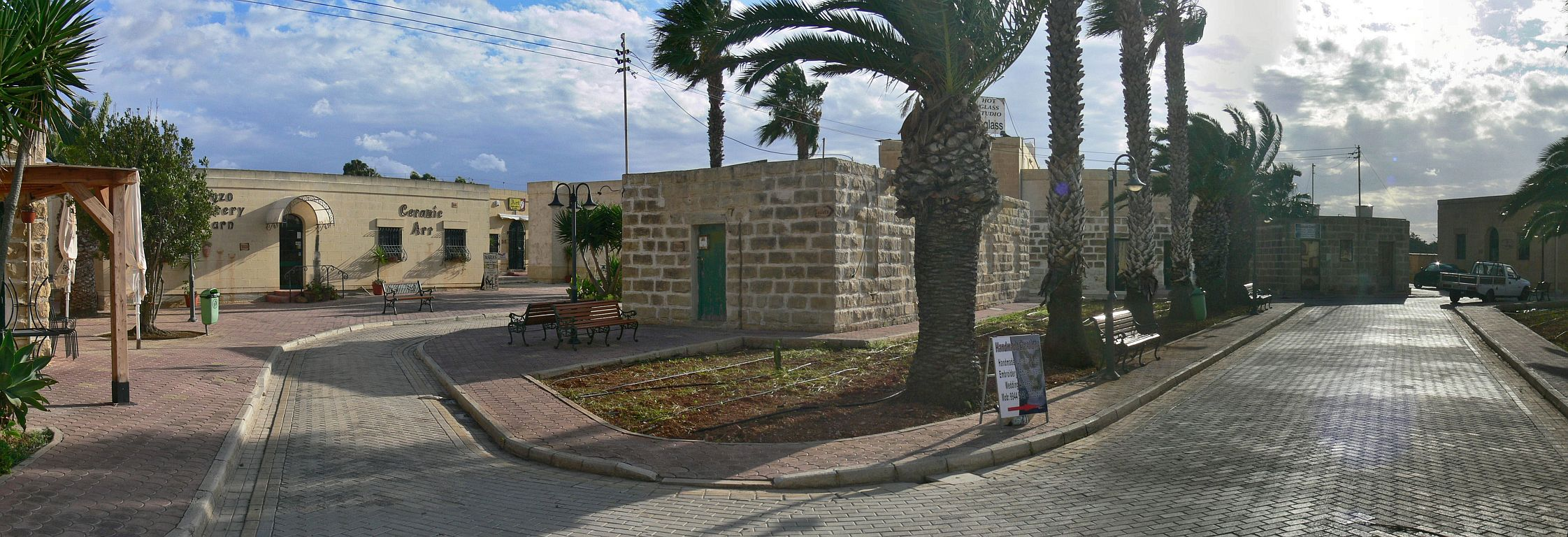
Ta' Dbiegi Craft Village.

Il existe un village du nom de Ta' Dbiegi Craft Village (en français : village artisanal de Ta' Dbiegi) sur cette montagne, connu pour son artisanat local, comme des poteries ou du verre soufflé à la bouche, de la dentelle de Gozo et du filigrane d'argent.